# Amnesty International
Amnesty International is een vereniging die de naleving van de mensenrechten beoogt zoals die zijn vastgelegd in de Universele Verklaring van de Rechten van de Mens en andere internationale mensenrechtendocumenten. Amnesty International zet zich sinds 1961 in voor de naleving van de Universele Verklaring van de Rechten van de Mens. Het symbool van deze niet-gouvernementele organisatie (ngo) is een kaars met prikkeldraad, een verwijzing naar het motto 'Het is beter een kaars aan te steken dan de duisternis te vervloeken.' Met afdelingen en individuele leden in meer dan 150 landen, en een totaal van meer dan zeven miljoen leden en ondersteuners, is het 's werelds meest verbreide mensenrechtenorganisatie. Het Internationaal Secretariaat, het hoofdkantoor, bevindt zich in Londen. Amnesty International krijgt zijn inkomsten vooral uit individuele donaties. Het werkterrein van de vereniging is breder geworden, maar in de jaarrapporten zijn gevangenschap, marteling en executie de belangrijkste onderwerpen gebleven.

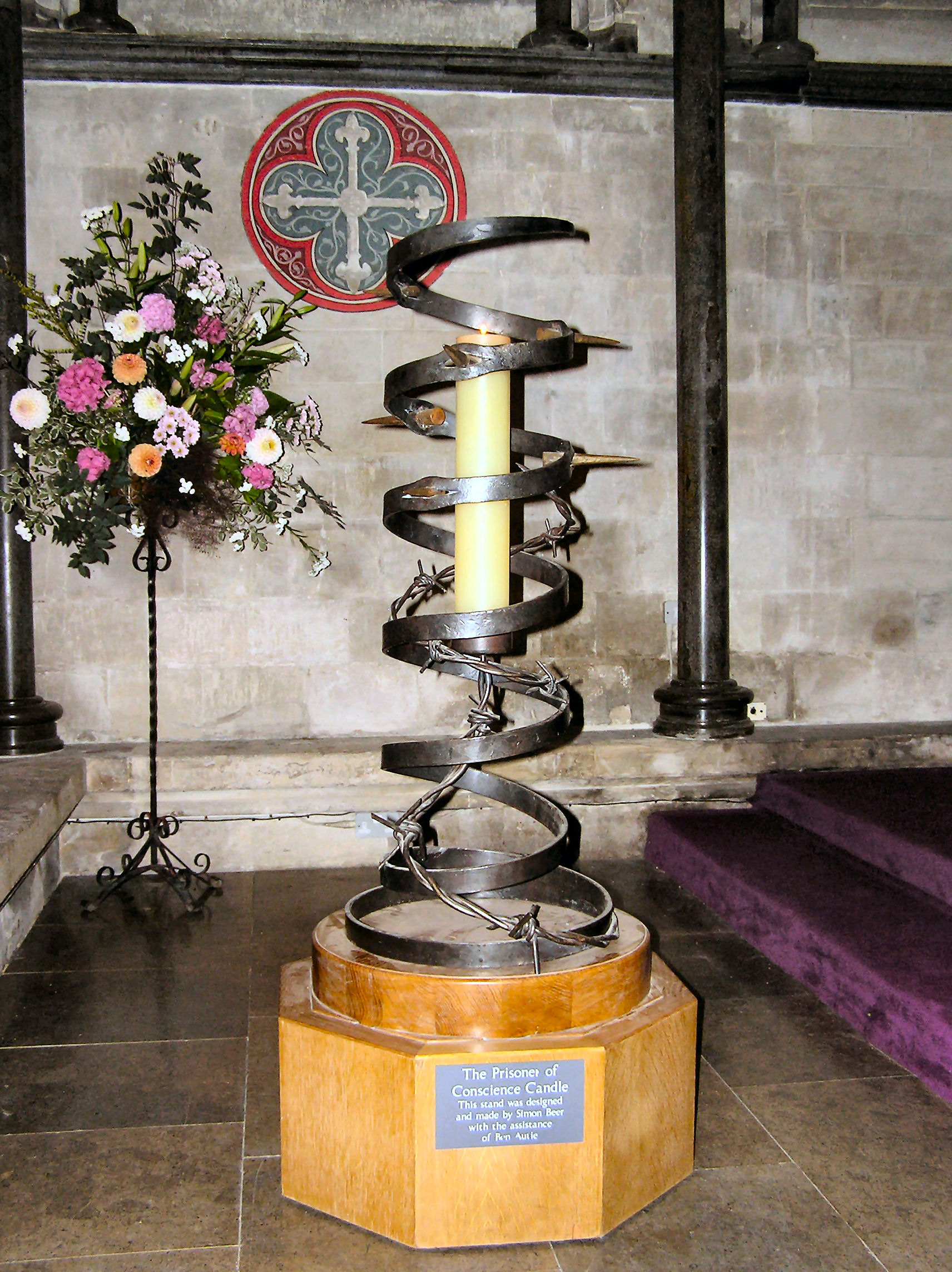
Kaars van Amnesty International in de Kathedraal van Salisbury

Belangrijke actiemomenten voor de organisatie waren onder meer de mensenrechten ten tijde van het wereldkampioenschap voetbal in Argentinië 1978. De aanvaarding van het VN-Verdrag tegen martelen in 1984, het Tiananmenprotest in China in 1989, de val van Srebrenica in 1995, de oprichting van het Internationaal Strafhof in 1998, waar schendingen aan de orde gesteld konden worden, de bescherming van burgers bij de geallieerde inval in Irak in 2003, de revoluties in de Arabische wereld in 2010, de veroordeling van leden van de Russische punkband Pussy Riot in 2012 en de rapporten over oorlogsmisdrijven in de Syrische Burgeroorlog, de Israëlische bezetting van de Palestijnse gebieden sinds 1967.

## Doelstellingen

### Oorspronkelijk mandaat
Tot in de jaren-1990 werkte Amnesty International op basis van een 'mandaat' met de volgende doelstellingen:
- Vrijlating van gewetensgevangenen. Dit zijn mensen die omwille van hun politieke, religieuze, sociale of seksuele overtuiging en/of geaardheid zijn gevangengezet en die geen geweld hebben gebruikt;
- Een eerlijk proces binnen een redelijke termijn voor de overige gevangenen;
- Afschaffing van martelingen en andere mishandelingen van gevangenen;
- Afschaffing van de doodstraf in alle omstandigheden en het uitbannen van buitengerechtelijke executies (terechtstellingen zonder proces en politiek gemotiveerde moorden) en gedwongen verdwijningen.
- Hulp aan slachtoffers van schendingen van mensenrechten, onder wie vluchtelingen en asielzoekers.

### Bredere missie
Vanaf de jaren-1990 formuleerde de organisatie een bredere 'missie' voor het recht op lichamelijke en geestelijke onschendbaarheid, het recht op vrijheid van geweten en meningsuiting en het recht om niet te worden gediscrimineerd. Daardoor werd het werkterrein uitgebreid met doelstellingen zoals:
- Stopzetting van zware schendingen, zoals buitensporig geweld of gijzelneming van en aanvallen op burgers in oorlogsgebieden, begaan door overheid of gewapende verzetsgroepen;
- Het tegengaan van schendingen in de "privésfeer" zoals geweld tegen vrouwen, eerwraak en huiselijk geweld waarbij de overheid nalatig blijft.[12]
- Het beschermen van de mensenrechten van lgbt'ers;[13]
- Het tegengaan van schendingen van sociaaleconomische rechten, speciaal actie tegen discriminatie in de toegang tot voorzieningen zoals onderwijs en water;[14]
- Het bevorderen van maatschappelijk verantwoord ondernemen om mensenrechtenschendingen in het bedrijfsleven tegen te gaan;[15]
- Het terugdringen van de verspreiding van wapens en naleving van het Wapenhandelsverdrag dat in 2013 is aangenomen door de Verenigde Naties;
- Verder voert de organisatie campagne voor onder meer mensenrechteneducatie in Nederland, de Eerlijke Bankwijzer, beperking van vreemdelingendetentie, berechting van schenders en bescherming van mensenrechtenverdedigers.

## Werkwijze en organisatiestructuur

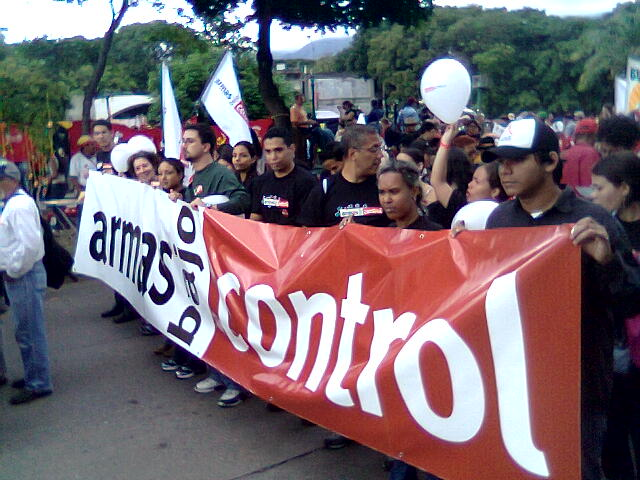
Amnesty-actie in Venezuela tegen wapens tijdens het Wereld Sociaal Forum

Het Internationaal Secretariaat in Londen onderzoekt informatie over mensenrechtenschendingen in de hele wereld op basis van getuigenissen van (ex)gevangenen en hun familieleden, gezaghebbende instanties ter plaatse, persberichten en mededelingen van plaatselijke overheden en diplomatieke vertegenwoordigingen.
Amnesty zet zich in voor mensen die omwille van hun politieke, religieuze, sociale of seksuele overtuiging en/of geaardheid zijn gevangengezet en die geen geweld hebben gebruikt. Een klassiek actiemiddel is het schrijven van brieven door leden/donateurs/anderen aan de verantwoordelijke autoriteiten om hun onmiddellijke vrijlating te vragen, om toelating van een advocaat en een eerlijke rechtsgang en/of een arts. Urgent Actions zijn urgente acties (vroeger mbv telegrammen) om mensen te redden van een dreigende spoedige uitvoering van de dood(straf). Er bestaan zg. Amnestygroepen. Zij schrijven ook brieven aan gevangenen en bieden hen zo (soms jarenlange) steun.
Het behoorde lange tijd tot de strategie van Amnesty International om niet te werken voor gevallen in eigen land. Dat was omwille van de bescherming van de eigen activisten en van de beginselen van onafhankelijkheid en ongebondenheid. Deze regel is sinds 2000 geleidelijk versoepeld. Nationale afdelingen ageren nu tegen mensenrechtenschendingen in eigen land, zoals in Nederland en België met acties voor asielzoekers en migranten.
Aanvankelijk werd vooral actie gevoerd tegen schendingen die worden begaan door overheden, zoals het opsluiten van gewetensgevangenen, marteling en de doodstraf. Met de jaren breidde Amnesty haar werkterrein uit met actie tegen schendingen door gewapende oppositiegroeperingen en nalatigheid van de overheid bij schendingen in de ‘privésfeer’ zoals huiselijk geweld. Sinds 2001 vallen ook schendingen van sociaaleconomische rechten onder Amnesty’s missie, voor zover er sprake is van duidelijke achterstelling, willekeur of nalatigheid door de overheid.

### Onafhankelijkheid en ongebondenheid
Om te waarborgen dat de grondrechten van alle mensen evenzeer verdedigd worden en om te voorkomen dat dit belemmerd wordt door (verdachtmaking van) enige vorm van belangenverstrengeling, wil Amnesty International uitdrukkelijk niet gebonden zijn aan enige overheid, politieke partij, ideologie, godsdienstige gezindte of economische belangengroep. Hiertoe worden geen giften of subsidies van een overheid geaccepteerd en zijn er richtlijnen voor het
werven van fondsen opgesteld. De organisatie heeft meermalen haar onpartijdigheid moeten verdedigen tegen overheden die zich beklaagden over selectieve aandacht (zie onder Kritiek).

### Internationale organisatie

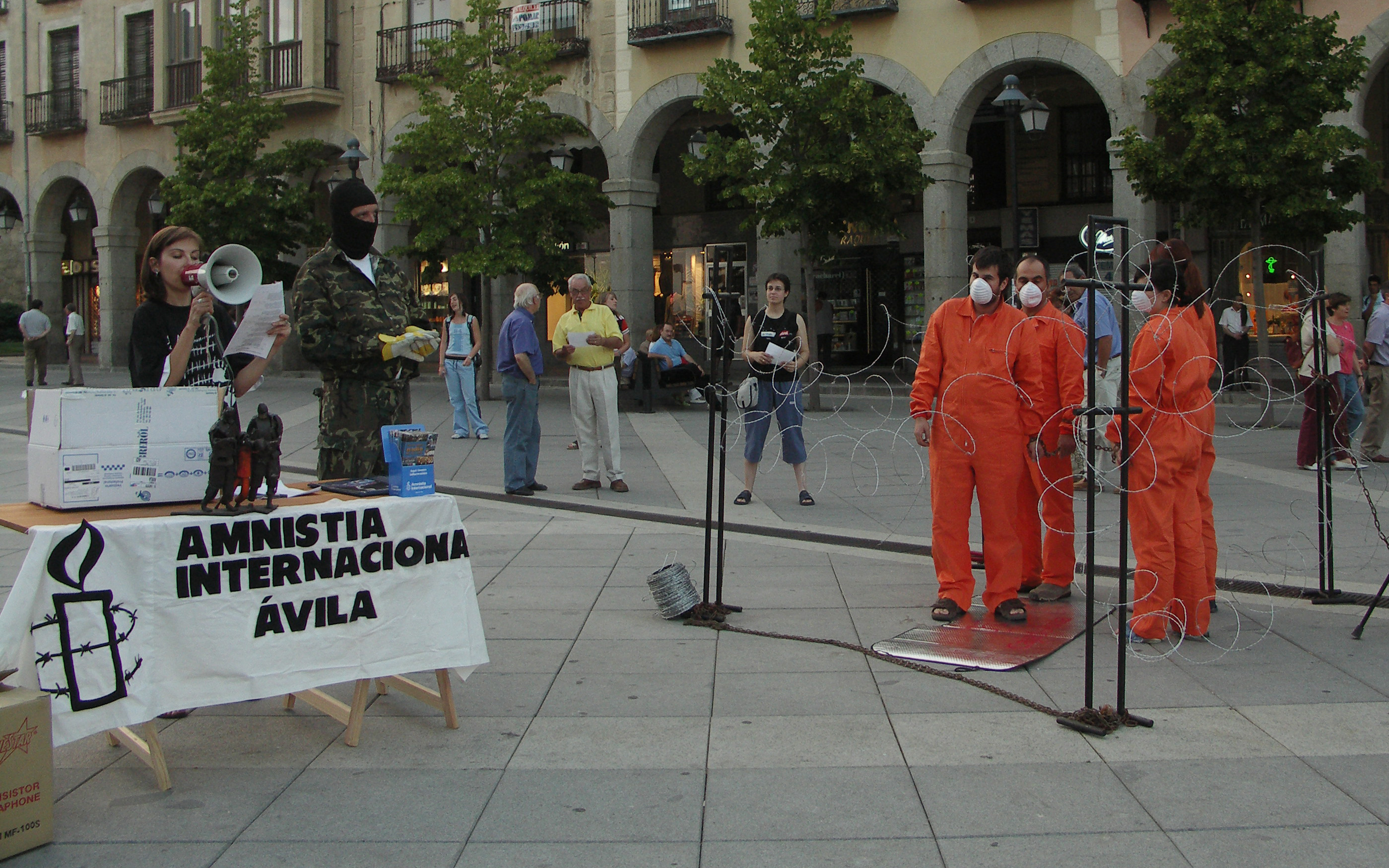
Amnesty-leden voeren in Ávila (Spanje) actie tegen het detentiecentrum op Guantanamo Bay

Eind 2021 telde Amnesty International ongeveer tien miljoen leden wereldwijd. In zo'n tachtig landen bestaat een Amnesty-afdeling, die rapporten van het Internationaal Secretariaat bekendheid geeft, Amnesty-groepen door het land aanstuurt, lobby voert bij de overheid en acties organiseert. Het overgrote deel van de leden die de organisatie financieel ondersteunen woont in West-Europa en Noord-Amerika. In ontwikkelingslanden telt Amnesty International nog maar weinig leden. De organisatie kan ook niet overal in het openbaar opereren, want onder veel regeringen, die als dictatuur kunnen worden aangemerkt, zijn de activiteiten illegaal. Zo heeft Amnesty International nooit toestemming gekregen om in China of Noord-Korea onderzoek te doen.
Internationale beleidslijnen worden eens in de twee jaar besproken op een algemene vergadering van alle nationale afdelingen, de International Council Meeting. Daar wordt ook het internationaal bestuur gekozen. Van dat bestuur was de Nederlandse Lilian Gonçalves-Ho Kang You in 2006-2007 voorzitter. Sinds 2021 is Agnès Callamard secretaris-generaal.

### Nederland en Vlaanderen

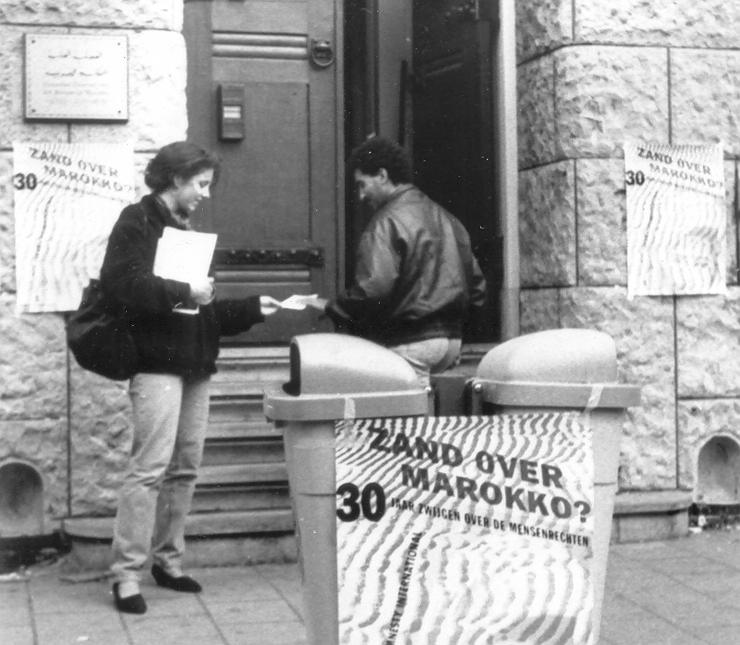
Amnesty in actie, Rotterdam 1990

De Nederlandse sectie (afdeling), met hoofdkantoor in Amsterdam, bestaat sinds 1968 en groeide in 2010 tot ruim 300.000 leden. Amnesty Nederland was met 268.000 leden (stand 1 januari 2014) nog een relatief grote afdeling, maar het ledental loopt wel terug (in 2013 met min 16.000) en is nogal vergrijsd (gemiddelde leeftijd 52 jaar). Eind 2013 kondigde de Nederlandse afdeling aan een derde van haar (ruim honderd) betaalde medewerkers te zullen ontslaan. De kleinere Vlaamse sectie, ontstaan in 1973, heeft haar secretariaat in Brussel. Voorzitters waren onder anderen Bruno Tuybens (1999-2003) en Eva Brems (2006-2010).
Beide afdelingen voeren onder meer campagnes tegen de doodstraf, tegen discriminatie en voor meer controle op de handel in wapens. Daarnaast zijn er acties ten behoeve van gewetensgevangenen, zoals de succesvolle 'bliksemacties' voor individuele gevallen. Speciale thema-actienetwerken voeren actie voor homorechten, vrouwenrechten en voor mensenrechtenverdedigers. Belangrijke activiteiten zijn verder de hulp aan politieke gevangenen en asielzoekers en voorlichting aan leden en publiek, waaronder op scholen en universiteiten. Met communicatiemiddelen zoals internet, e-mail en sms-acties wordt een groot publiek aangesproken. De Nederlandse afdeling heeft een aparte afdeling voor leerlingen en docenten en geeft het onafhankelijke maandblad Wordt Vervolgd uit.

## Geschiedenis

### Beginjaren
De vereniging werd in 1961 te Londen opgericht door de Britse advocaat Peter Benenson. Naar eigen zeggen las hij in 1960 een krantenartikel over twee Portugese studenten die gearresteerd waren omdat ze in een restaurant proostten voor de vrijheid. Benenson overwoog acties maar meende dat alleen een grote publiekscampagne effectief kon zijn.
Met twee collega's bedacht Benenson de één jaar durende campagne Appeal for Amnesty. Dit was een groot succes en er was zoveel aandacht voor dat het initiatief uitgroeide tot de vereniging Amnesty International. Het eerste Jaarboek verscheen in 1962 en behandelde mensenrechtenschendingen in twintig landen. De activiteiten breidden zich snel uit en in 1977 kreeg Amnesty International de Nobelprijs voor de Vrede. Amnesty Internationals ledental steeg van 15.000 in 1969 tot 200,000 in 1979. In dat laatste jaar had de Nederlandse afdeling 35.000 leden.
Begin jaren 80 was Amnesty International belangrijk genoeg geworden om kritiek van regeringen aan te trekken. De Sovjet-Unie beschuldigde de organisatie van spionage, de Marokkaanse regering betitelde Amnesty als een verdediger van wetsovertreders, de Argentijnse regering verbande Amnesty's Jaarboek 1983.

### Gewetensgevangenen

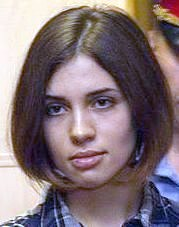
Nadezjda Tolokonnikova, lid van Pussy Riot, gevangengezet in 2012-2013

In het boek dat oprichter Peter Benenson publiceerde in oktober 1961, Persecution 1961, werd het leven van negen gewetensgevangenen beschreven onder wie Agostinho Neto en Luis Taruc. De organisatie breidde het werk voor deze gevangenen snel uit, zo'n tien jaar later waren al duizenden gewetensgevangenen 'geadopteerd': in brieven naar regeringen vroegen leden van de organisatie om vrijlating. Onder de bekende gewetensgevangenen van later jaren waren Pramoedya Ananta Toer, Wei Jingsheng, Adam Michnik, Harry Wu, Akbar Ganji, Michail Chodorkovski, de veroordeelde leden van Pussy Riot. Onder de gewetensgevangenen waren verder Nobelprijswinnaars zoals Wole Soyinka, Andrej Sacharov, Adolfo Pérez Esquivel, Lech Wałęsa, Kim Dae-jung, Shirin Ebadi, Wangari Maathai, Liu Xiaobo, Tawakkul Karman. Sommige door Amnesty geadopteerde gewetensgevangenen brachten het later tot president of nationale oppositieleider, zoals Kim Dae-jung in Zuid-Korea, Benazir Bhutto in Pakistan, Olusegun Obasanjo in Nigeria. Václav Havel in Tsjechië, Aung San Suu Kyi in Birma, Íngrid Betancourt in Colombia. De latere Zuid-Afrikaanse president Nelson Mandela werd tijdens zijn gevangenschap niet als gewetensgevangene geadopteerd omdat hij geweld propageerde; Amnesty vroeg niet om zijn vrijlating, wel om een eerlijk proces.

### Marteling
Amnesty's eerste campagne tegen martelen begon in 1972; het was toen ook voor het eerst dat een internationale organisatie bewees dat marteling nog altijd op grote schaal voorkwam. Internationale Amnesty-campagnes tegen marteling waren er in 1972-73, 1983-84, 2000-2001 en vanaf 2014. De eerste campagne riep de bliksemacties in het leven. Ze gaf ook de aanzet tot veel normstelling, vooral in de Verenigde Naties. Het Verdrag tegen Marteling was in 1984 de bekroning. De tweede campagne benadrukte hoe belangrijk de toegang tot gevangenen is. Martelingen worden bijna altijd geheim gehouden, toezicht is de beste remedie. Het toezicht op gevangenissen is sindsdien steeds stelselmatiger geworden, door comités van de VN en Europa. De derde campagne richtte zich vooral op ‘alledaagse’ vormen van marteling en mishandeling. Die campagne leidde tot beter toezicht en aanpassing van de regels in veel landen, vooral op politiebureaus en in de opvang van slachtoffers. De vierde campagne benadrukte het belang van bescherming van individuen.

### Doodstraf
In 1977, het jaar van de Nobelprijs voor de vrede, lanceerde Amnesty de eerste campagne voor onvoorwaardelijke en wereldwijde afschaffing van de doodstraf. Daarvoor werden diverse redenen opgevoerd. De doodstraf is onherroepelijk, terwijl er sprake kan zijn van voortschrijdend inzicht of nieuwe informatie. De afschrikwekkende werking van de doodstraf, vergeleken met andere straffen zoals levenslange gevangenisstraf, is nooit aangetoond. De doodstraf wordt discriminerend toegepast, ze treft in alle landen vooral mensen met weinig middelen voor hun verdediging. Maar het doorslaggevende argument tegen de doodstraf is dat het een wrede en onmenselijke straf is. Het opleggen van dergelijke straffen is verboden in internationaal recht, zoals in het Verdrag tegen Marteling. De trend naar een wereldwijde afschaffing van de doodstraf is onmiskenbaar. De doodstraf wordt in Europa nu alleen nog in Wit-Rusland opgelegd. De doodstraf werd in z'n geheel (ook in oorlogstijd) afgeschaft in Nederland in 1983; de laatste terechtstelling in vredestijd was voltrokken in 1860. In België was die laatste burgerexecutie in 1863; daarna werden tot 1950 259 mensen voor oorlogsmisdrijven geëxecuteerd, vooral door de kogel; in 1996 werd de doodstraf geheel afgeschaft. Vanaf 2000 vond het overgrote deel van de executies plaats in vijf landen: China (twee derde van het wereldtotaal), Verenigde Staten (meer dan 880 executies 1976-2003), Irak, Iran en Saoedi-Arabië. Bijna overal dalen de aantallen doodstraffen, ook in de VS.

### Internationale verantwoordelijkheid en interventie
Naast werk op gewetensgevangenen, doodstraf en marteling, begon de organisatie in de jaren-1980 werk tegen politieke moorden, 'verdwijningen' en de overdracht van martelapparatuur en wapens. Ook de bescherming van vluchtelingen werd onderdeel van Amnesty's werk. Er kwamen Amnesty-afdelingen in steeds meer ontwikkelingslanden, zoals Marokko, Zuid-Afrika, Chili, Argentinië, de Filipijnen en Zuid-Korea. Door oorlog in Angola, Timor, Koeweit, voormalig Joegoslavië, Rwanda ging Amnesty meer aandringen op de verantwoordelijkheid van de internationale gemeenschap en de noodzaak tot interventie om massale schendingen van mensenrechten tot stoppen te brengen.
Het werk op maatschappelijk verantwoord ondernemen kreeg internationale aandacht toen Shell in 1995 werd verweten dat de onderneming zich niet zou hebben ingespannen om de doodstraf voor de Nigeriaanse activist Ken Saro-Wiwa af te wenden. In 1998 was Amnesty nauw betrokken bij de aanhouding van de Chileense ex-president Augusto Pinochet in Londen. Zijn uitlevering was gevraagd door Spanje, maar na lange procedures mocht hij in maart 2000 op medische gronden terugkeren naar Chili. In 2017, in het kader van 50-jaar Israëlische bezetting van Palestina, riep Amnesty op om regeringen te doen stoppen met die economie die de groei van illegale Israëlische nederzettingen doet toenemen ten koste van mensenrechtenschendingen van de Palestijnen.

### Vluchtelingen en vreemdelingen
Volgens Amnesty International zijn belangrijke gebreken van de Nederlandse asielprocedure:
- Versnelde procedure: Steeds meer asielverzoeken worden versneld in het aanmeldcentrum afgewezen. Tijdens de gehoren kan sprake zijn van misverstanden die worden veroorzaakt door een gebrekkige communicatie, slordige verslaglegging, culturele verschillen of problemen met de tolk.
- Vaak zijn asielzoekers ernstig getraumatiseerd, ze durven of kunnen niet spreken over wat ze hebben meegemaakt, zijn bang mensen te verraden of schamen zich te veel. Fouten in de rapportage komen vrijwel altijd voor rekening van de asielzoeker.
- Bepalend in het beleid en rechtspraak zijn de ambtsberichten van het ministerie van Buitenlandse Zaken. Dat zijn rapporten over de situatie in de herkomstlanden van de asielzoekers. Informatie van mensenrechtenorganisaties wordt van minder belang geacht. De overheid doet geen medisch onderzoek naar ondergaan geweld of traumatische ervaringen. Medische informatie van Amnesty wordt lang niet altijd meegewogen. Behandeling van het trauma is niet of niet goed mogelijk zolang de onzekerheid over het verblijf voortduurt.

Het Europese Hof voor de Rechten van de Mens veroordeelde het Nederlands asielbeleid meerdere keren, hetgeen leidde tot toezeggingen van de Nederlandse regering. Het hof stelde dat de Nederlandse rechter niet alleen ambtsberichten maar ook rapporten van onafhankelijke organisaties moet benutten; dat geen 'individuele vervolging' hoeft te worden aangetoond als de hele bevolkingsgroep van de asielzoeker wordt bedreigd; en dat de procedure voor beroep bij de Raad van State gepasseerd mag worden omdat die raad toch bijna altijd de overheid gelijk geeft.
Amnesty Nederland voert ook actie het beleid om grote aantallen mensen in vreemdelingenbewaring te zetten. Dat zou volgens de organisatie alleen mogen als laatste redmiddel wanneer andere, lichtere middelen niet afdoende zijn. Amnesty rapporteerde over alternatieven voor vreemdelingendetentie.

### Mensenrechten van lgbt'ers

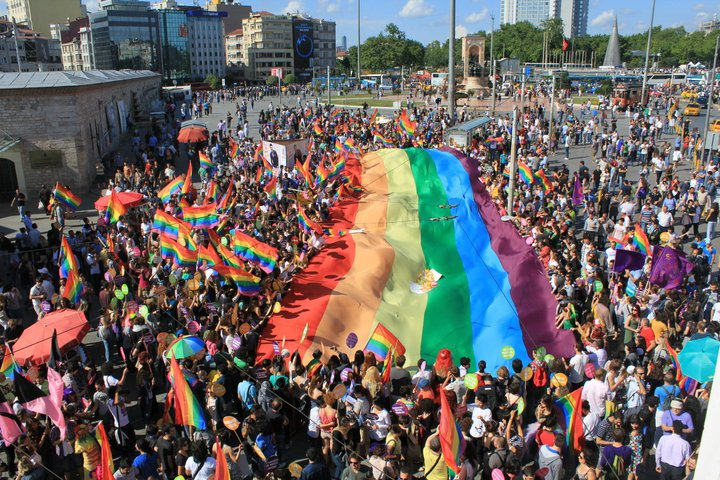
Gay Pride Parade met grote Regenboogvlag op het Taksimplein in Istanbul (Turkije) in 2011

Het verbod op discriminatie is de hoeksteen van de Universele verklaring van de rechten van de mens en van alle mensenrechtenverdragen die daaruit voortkwamen. Amnesty Nederland voert sinds 2007 campagne voor een betere aanpak van discriminatie in Nederland.
Amnesty voert actie ter ondersteuning van lgbt-organisaties wereldwijd, onder meer om te bereiken dat de autoriteiten Gay Pride Parades toestaan en de veiligheid voor activisten garanderen. Homoseksualiteit is nog altijd strafbaar ten minste 76 landen. De laatste jaren is homoseksualiteit in een reeks landen uit het strafrecht gehaald, waaronder in alle Europese landen (meestal vanaf de jaren negentig). Het homohuwelijk wordt in een gestaag groeiend aantal staten en deelstaten wettelijk mogelijk gemaakt.

### Geweld tegen vrouwen
Een studie van een werkgroep voor de VN-commissie voor mensenrechten uit 1988 noemt als praktijken schadelijk voor de gezondheid van vrouwen en kinderen o.m.: vrouwenbesnijdenis; andere vormen van verminking; dwangvoeding; vroeg huwelijk en vroege zwangerschap; praktijken die geboorteregeling beperken; voorkeur voor mannelijke kinderen. Tot de schendingen die speciaal vrouwen treffen behoren ook: verkrachting en andere vormen van seksueel geweld; gedwongen prostitutie en handel in vrouwen; seksegericht geweld, zoals het dwingen tot pornografie, tot het dragen van bepaalde kleding en opsluiting in huis. Eerwraak houdt in dat in veel landen en gemeenschappen schendingen van de 'eer' worden gewroken. Het leidt ertoe dat bijvoorbeeld een vrouw die overspel zou hebben gepleegd of haar familie anderszins tot schande zou hebben gemaakt, wordt mishandeld, met zuur overgoten, in brand wordt gestoken of vermoord.'
De VN-verklaring over geweld tegen vrouwen uit 1993 veroordeelt al deze praktijken. In een VN-verklaring over seksuele en reproductieve rechten, de Jogjakarta-beginselen, zijn onder meer vastgelegd de vrijheid in de keuze van partner; vrijwilligheid in seksuele relaties; huwelijk naar eigen keuze; vrijelijk kunnen besluiten of en wanneer iemand kinderen wil krijgen.

### Sociaaleconomische rechten
Amnesty International besloot in 2001 actie gaan voeren tegen ernstige inbreuken op de sociaaleconomische rechten. De nadruk ligt op situaties waarin duidelijk is dat de staat een duidelijke rol heeft in het ontzeggen van economische, sociale en culturele (ESC) rechten aan de bevolking, of waar de staat relatief gemakkelijk de problemen kan helpen verlichten. Voorbeelden zijn het maatschappelijk verantwoord ondernemen ten bate van mensenrechten, de gevolgen van hiv/aids bij falende gezondheidszorg, onwettige huisvernietiging en de leefomstandigheden in sloppenwijken en de sterfte van moeders bij de geboorte. Amnesty voert verder actie voor het recht op onderwijs voor vrouwen, bescherming tegen discriminatie in noodhulp zoals het uitdelen van voedsel, bescherming tegen willekeurige huisuitzetting zoals bij ontruiming van sloppenwijken, bescherming tegen uitbuiting in kwalijke arbeidsomstandigheden, het recht op menswaardige behandeling van psychiatrische patiënten, bescherming tegen discriminatie bij het ter beschikking stellen van drinkwater, en zo meer.

### Klimaatverandering
Amnesty International is van oordeel dat het veranderende klimaat risico's met zich meebrengt en serieuze invloed heeft op het leven van kwetsbare mensen. De organisatie wijst staten op hun verantwoordelijkheid om stappen te ondernemen tegen klimaatverandering. Het nalaten ervan wordt gelijk gesteld aan het niet naleven van andere mensenrechten. Op 7 juni 2019 reikte secretaris-generaal Kumi Naidoo de onderscheiding 'Ambassadeurs van het Geweten' (Ambassador of Conscience Award) van Amnesty International uit aan Greta Thunberg samen met scholieren van 'Fridays for Future', die demonstreerden tegen klimaatverandering.

### Apartheid
Na een vergelijkbaar rapport in 2017 aan het adres van de staat Myanmar met betrekking tot de Rohingya minderheid daar publiceerde Amnesty op 1 februari 2022 een rapport, waarin zij stelde dat Israël de Palestijnse bevolking in haar machtsgebied onderwerpt aan een systeem van Apartheid.
Citaat website Amnesty International mbt haar rapport:Israël heeft wetten, beleid en praktijken gecreëerd en in stand gehouden die de Palestijnen opzettelijk onderdrukken en die de joods-Israëlische overheersing in Israël en de bezette Palestijnse gebieden (OPT) veiligstellen. Dit omvat racistische inbeslagnames van eigendommen en wetten en beleid op het gebied van ruimtelijke ordening die het voor veel Palestijnen onmogelijk maken om huizen te bouwen. Het maakt ook massale sloop mogelijk van huizen die zonder vergunning zijn gebouwd, iets wat Palestijnen routinematig wordt geweigerd.
Apartheid is een misdaad tegen de menselijkheid en wordt begaan met de specifieke bedoeling een wreed systeem in stand te houden van controle door de ene raciale groep over de andere. Elke week verdringen de Israëlische autoriteiten Palestijnen door middel van sloop of gedwongen uitzetting, wat aantoont hoe Israël de Palestijnen opzettelijk benadeelt door hun een inferieure status te geven ten opzichte van de Israëlische joden.

## Resultaten

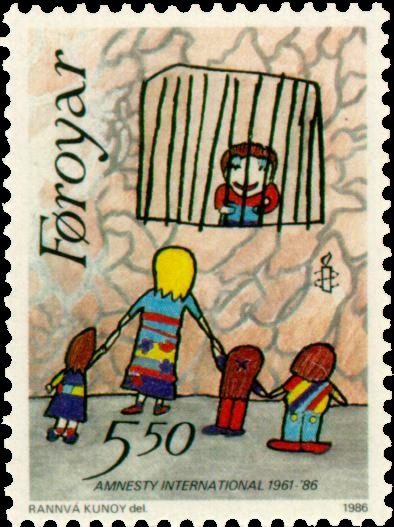
1986 Faeröer postzegel ter gelegenheid van Amnesty's 25ste verjaardag – Schilderij van de 11-jarige Rannvá Kunoy

Amnesty International claimt nooit de doorslag te hebben gegeven in een vrijlating, een einde aan marteling of een nieuwe wet of verdrag. Wel meldt zij nieuws over vrijlatingen. Ook stelt de organisatie dat vooruitgang is geboekt op terreinen waarvoor de organisatie zich inzet, onder meer:
- Een sterke internationale groei van de (lokale) mensenrechtenorganisaties. De database van Human Rights Internet vermeldt er meer dan elf duizend.[39]
- Een sterke afname van het aantal gewetensgevangenen. Eind jaren-1980 waren er gewetensgevangenen in meer dan tachtig landen, met grote aantallen in onder meer Rusland (de Sovjet-Unie), Marokko, Zuid-Afrika, Indonesië, Tunesië en Irak. In die landen waren er na 2010 zo goed als geen gewetensgevangenen meer. De aantallen in onder meer China, Myanmar, Pakistan en Vietnam zijn (sterk) gedaald.'[40][41]
- Er zijn diverse internationale mensenrechtenverdragen gekomen. In 2013 had 80 tot 98 procent van de 192 VN-lidstaten zich aangesloten bij verdragen zoals aangaande rassendiscriminatie, burgerrechten, sociaaleconomische rechten, martelen, vrouwenrechten en kinderrechten.[42] Bij het Internationaal Strafhof sloten zich sinds 1998 122 landen aan.'[43]
- Het aantal landen waar stelselmatig gemarteld wordt is weliswaar afgenomen, en in geen enkel land bij wet toegestaan, maar mishandeling en politiegeweld vindt in ten minste 141 landen nog regelmatig plaats.[44]
- Ten tijde van de aanvaarding van de Universele verklaring van de rechten van de mens, in 1948, hadden maar 8 landen de doodstraf afgeschaft. In 1985 waren dat 35 landen, in 2012 waren er 155 landen die de doodstraf hadden afgeschaft of in de praktijk niet meer uitvoerden. De doodstraf is in Europa nagenoeg uitgebannen (behalve Wit-Rusland), het aantal executies is sterk gedaald in de Verenigde Staten en waarschijnlijk ook in China.[45]
- Amnesty International had al na veertig jaar (in 2001) voor meer dan honderdduizend met name genoemde individuen actie gevoerd.[46] Volgens opgave van de organisatie is bij bepaalde actievormen, zoals bliksemacties via telegrammen, e-post en met petities, de kans op succes meer dan 40 procent.[38]

## Kritiek

### Tegenwerpingen van regeringen
Geregeld worden de berichten van Amnesty International tegengesproken door regeringen, of wordt de organisatie van politieke vooroordelen beticht. Van de ene kant komt kritiek dat Amnesty haar beschuldigingen te zeer zou richten op landen als Israël en de Verenigde Staten. Door anderen wordt de organisatie verweten dat ze 'zwakkere' ontwikkelingslanden, de Arabische wereld of kleine landen te hard zou aanpakken.'
Door de betreffende regeringen worden de bevindingen van Amnesty herhaaldelijk bekritiseerd of als onwaar afgedaan; bijvoorbeeld door Canada, China, Cuba, Israël en Rusland. Op 20 mei 2025 hebben de Russische autoriteiten Amnesty International officieel als 'ongewenst' bestempeld. De ngo moet alle activiteiten in Rusland stopzetten. De Amerikaanse overheid maakte, onder de regering van George W. Bush, Amnesty International herhaaldelijk het verwijt van partijdigheid, vooral met betrekking tot het gevangenenkamp Guantanamo Bay.'

### Abortusstandpunt
Het Vaticaan heeft Amnesty International gewaarschuwd inzake het standpunt over abortus. De Rooms-Katholieke kerk zou niet meer genegen zijn aan Amnesty te doneren als de organisatie met het abortusstandpunt 'zichzelf diskwalificeert als mensenrechtenorganisatie'. Daar stelde Amnesty tegenover dat de organisatie geen algemeen 'recht op abortus' propageert, maar ervoor ijvert dat abortus niet strafbaar moet zijn in de wet, en altijd mogelijk moet zijn wanneer de zwangerschap is ontstaan uit verkrachting of wanneer die de gezondheid van de moeder in gevaar brengt.

### Studies van Stephen Hopgood
De Britse sociale wetenschapper Stephen Hopgood publiceerde in 2006 een (meermaals onderscheiden) studie op basis van een jaar onderzoek bij Amnesty's Internationaal Secretariaat in Londen. Hopgood concludeert dat er binnen Amnesty twee stromingen bestaan. De 'fakkeldragers' die de geest van Amnesty's beginjaren willen vasthouden en de nadruk leggen op een beperkt en afgeschermd werkterrein, met als belangrijkste argument dat de organisatie alleen in de beperking effectief kan zijn. De 'hervormers' staan een brede missie voor met volop aansluiting bij andere organisaties, omdat Amnesty alleen relevant kan blijven door met de tijdgeest mee te gaan. In een later boek, The Endtimes of Human Rights (2013), bekritiseert Hopgood organisaties waaronder Amnesty omdat ze te veel waarde blijven hechten aan verdragen en de Verenigde Naties, terwijl die grote instituties telkens tekortschieten in de bescherming die ze zouden moeten bieden.'

### Kritiek op het bredere werkterrein
In 2007 publiceerde het Britse weekblad Economist een kritiek die in de jaren daarna van veel kanten opnieuw is geuit: Amnesty International zou door een te sterke uitbreiding van haar werkterrein de effectiviteit van haar werk hebben verzwakt en hebben bijgedragen aan een 'erosie' van mensenrechten. De organisatie kreeg wereldwijde betekenis door duidelijk omschreven regels om te werken voor gewetensgevangenen en het tegengaan van marteling en executie. Nu Amnesty zich is gaan bezighouden met een groot scala van onderwerpen, waaronder actie tegen huisuitzetting en armoede, zou het begrip mensenrechten z'n scherpte kunnen verliezen. Daar stelden organisaties als ESCR-Net, een actiegroep voor sociaaleconomische rechten, tegenover dat die kritiek voorbijging aan de ontwikkeling die mensenrechten sinds 1948 hebben doorgemaakt. 'Eten en drinken zijn de meest fundamentele rechten. Er is genoegzaam bewezen dat burgerrechten alleen geen basis van bestaanszekerheid garanderen.'

### Gita Sahgal versus Moazzam Begg
In februari 2010 werd Gita Sahgal, directeur van de Genderafdeling van Amnesty, op non-actief gezet nadat The Sunday Times een interview van haar publiceerde waarin ze Amnesty bekritiseerde voor haar prominente samenwerking met Moazzam Begg, directeur van actiegroep Cage (voorheen Cageprisoners), die ex-gedetineerden uit Guantanamo Bay vertegenwoordigt. Ze noemde hem "de beroemdste Talibansupporter van heel Groot-Brittannië". Amnesty zei dat ze op non-actief was gezet "omdat ze deze zaken niet intern had aangekaart". Sahgal kreeg de steun van schrijver Salman Rushdie, journalist Christopher Hitchens en anderen die Amnesty eveneens bekritiseerden voor deze samenwerking. Begg sprak haar beschuldigingen tegen dat hij banden met jihadisten zou hebben en zei dat hij niemand een 'terrorist' vond zolang die niet voor terrorisme was veroordeeld. Op 9 april 2010 verliet Sahgal Amnesty International.

### Regionalisering van de organisatie
In 2011 kondigde Amnesty's Internationaal Secretariaat aan dat de organisatie een belangrijk deel van het onderzoeksbureau ging verplaatsen naar hubs in plaatsen zoals Nairobi, Johannesburg, Bangkok, Mexico-Stad, Rio de Janeiro en Hongkong. Daar zouden Amnesty-onderzoekers beter en sneller in staat zijn gegevens te verzamelen en campagnes voor te bereiden. Dit beleid beoogt van Amnesty International een minder 'westers' gekleurde organisatie maken. Tegen de aangekondigde overplaatsing van een groot deel van het onderzoekspersoneel uit Londen naar ontwikkelingslanden ontstond protest, onder meer in de vorm van werkonderbrekingen. Ook van Amnesty-kenners kwam er kritiek, omdat het een geforceerde ingreep zou zijn die niet strookt met de oorsprong en opgebouwde kwaliteiten van de organisatie. De internationale leden-afdelingen gaven echter in meerderheid steun aan de plannen voor regionalisering.

### Eenmalige vertrekpremies
In februari 2011 werd bekend dat de in 2009 afgetreden secretaris-generaal Irene Khan een vertrekpremie van rond 600.000 euro was geboden. Ook haar plaatsvervanger kreeg een hoge vertrekpremie mee. Het bedrag leidde tot protest van onder meer de Nederlandse en Vlaamse Amnesty-afdelingen. De Britse organisatie die toeziet op goede doelen zei over de kwestie geen zeggenschap te hebben. Het international Amnesty-bestuur liet een onafhankelijk onderzoek instellen, dat uitwees dat de betaling kwam nadat duurdere opties, waaronder ontslag of contractverlenging, waren onderzocht. Het bestuur voerde maatregelen in om dergelijke betalingen in de toekomst te voorkomen en het internationaal toezicht en de financiële verantwoording te versterken.

### Problematische bedrijfscultuur
Een, op 31 januari 2019 verschenen, rapport van The KonTerra Group toonde aan dat er intern bij het Internationaal Secretariaat sprake is van een systematische cultuur van wantrouwen, discriminatie en pesterijen. Er zijn geen aanwijzingen dat een dergelijke werkcultuur bij Amnesty Nederland aanwezig is.

### Israël
Begin februari 2022 publiceerde Amnesty een rapport waarin zij stelt dat de staat Israël aan de Palestijnse bevolking "een systeem van onderdrukking en overheersing" oplegt, dat "voldoet aan de definitie van apartheid die is vastgelegd in het internationaal recht." Vanuit Israël werd hierop woedend gereageerd. Volgens het ministerie van Buitenlandse Zaken olv Yair Lapid is het "onjuist, partijdig en antisemitisch" en is Amnesty "een radicale organisatie die propaganda napraat."
NGO Monitor een niet-gouvernementele organisatie (ngo) gevestigd in Jeruzalem, beschuldigt Amnesty Internationaal van het systematisch demonisering van Israël, BDS en antisemitisme promoten – onder de façade van universele mensenrechten. In de afgelopen jaren zijn deze vooroordelen en discriminatie tot uiting gekomen in de "apartheidscampagne", uitgebreide inspanningen om antisemitisme uit te sluiten als een mensenrechtenkwestie en het ondermijnen van de implementatie van de definitie van de International Holocaust Remembrance Association (IHRA) om haat tegen Joden te bestrijden. 
Agnès Callamard, sinds 2021 secretaris-generaal, verklaarde in haar functie als VN speciaal rapporteur voor buitengerechtelijke, standrechtelijke en willekeurige executies in 2013 dat PLO-leider Yasser Arafat was vermoord, de Israëli's hebben het gedaan, en president Shimon Peres heeft dit toegegeven.  In april 2021 bracht Amnesty International echter een verklaring naar buiten dat de overhaaste tweet niet de mening van Amnesty International of van Callamard weerspiegelde. 

## Onderscheidingen
Op 10 december 1977, op de verjaardag van de Universele Verklaring van de Rechten van de Mens, ontving Amnesty International de Nobelprijs voor de Vrede. De organisatie werd verder onderscheiden met onder meer de Erasmusprijs (1976), de Mensenrechtenprijs van de Verenigde Naties (1978), de eerste Geuzenpenning (1987), de Europese Mensenrechtenprijs (1983) voor Amnesty's medisch werk, de Four Freedoms Award voor de vrijheid van meningsuiting (1984) en de Olof Palme-prijs (1991).